# ゆかいなみつばちファミリー
『ゆかいなみつばちファミリー』は、ディズニーチャンネルの『ディズニージュニア』という放送枠で放送されているアニメである。この番組はディズニーチャンネルのほかに、DQ Entertainment, Lupus Films, Monumental Productions, Picture Production Company, Hive Enterprises, Bejuba! Entertainment, そして Disney Junior Original Productionといった複数の企業によって作られている。

## 登場人物
この作品の登場人物は、とあるミツバチ一家を中心とする虫たちである。

### メインキャラクター
バズビー
声 - 津村まこと
主人公。ミツバチの男の子。
ルビー
声 - 河原木志穂
バズビーの姉。ただし彼と一緒に通っている学校では、なぜか彼と同学年。
パパ
声 - 堀内賢雄
ルビー&バズビー姉弟の父親。本名不詳。
ママ
声 - 久川綾
ルビー&バズビー姉弟の母親。本名不詳。
赤ちゃん
バズビーの妹（第4話でバズビーがそう言った）。文字通り赤ちゃん。
名前が不詳なように思えるが、この「赤ちゃん」というのが彼女の本名らしい（オリジナル版での彼女の名前「BaBee」は、「Baby（またはBabe）」と「Bee」から成る造語であるため）。

### サブキャラクター
バーナビー
声 - 平田真菜
バズビーの友達の1人。まん丸メガネをかけている。
ジャスパー
声 - 高倉有加
バズビーの友達の1人。顔の形は逆三角形っぽく、また彼だけ角ばった触角をしている。
テディビー
バズビーの友達の1人。しかし彼女はバズビーよりむしろルビーと親しいようである。
テントウムシ先生
バズビーたちの担任の先生。
おじいちゃん
バズビー＆ルビーの祖父で、パパの義理の父親、ママの父親。
おばあちゃん
バズビー＆ルビーの祖母で、パパの義理の母親、ママの母親。
お巡りさん
イモムシさん
ヤスデさん
女王陛下
バズビーの一家が暮らしている国の女王。
バートルビー・バズ卿
女王陛下の側近。
青い鳥
毎回、ストーリーの最初と最後に必ず登場する２匹の鳥たち。
愛し合っているか友達か兄弟か等の詳細は不明。

## エピソード一覧
1回の放送では約5～6分の小エピソードが2つ放送されるが、例えば「第1話Aパート」「第1話Bパート」などとはカウントされず「第1話」「第2話」とカウントされる（必ずしも話数が連続するとは限らない）。
1. バズビーへの手紙
2. 女王様がやってくる
3. ようこそ赤ちゃん
4. バズビーのマジック
5. こわがりミツバチ
6. バズビーと包帯
7. Eメールでお買いもの
8. 運動会大好き
9. パパの誕生日
10. 大切なテディビー
11. バズビーのお花畑
12. サプライズ・パーティー
13. バズビーの子守歌
14. みんなでコンサート
15. 風の強い日
16. 見えないともだち
17. バズビーはクラス委員
18. ジャンプは人気者
19. バズビーのすききらい
20. バズビーとおそうじ
21. バズビーの夜ふかし
22. ジャンプが逃げた!
23. バズビーのとくいなこと
24. ゴールをきめたい
25. バズビーのダンス
26. バズビーのおつかい
27. ママはおおいそがし
28. 役に立ちたい!
29. はじめての言葉
30. バズビーのベビーシッター
31. テディビーはどこ?
32. いっしょにやろう
33. 時間は守ろう
34. ゆかいなみつばち第34話
35. ゆかいなみつばち第35話
36. バズビーの宝さがし
37. はじめての健康診断
38. だれの写真かな?
39. とりかえっこしよう
40. ふたりのバズビー
41. バズビーの映画
42. バズビーのひみつ基地
43. 楽しいお話
44. 親友はどっち?
45. 食いしんぼうのバズビー
46. 配達できるかな
47. みどり色で大さわぎ
48. 母の日のプレゼント
49. バートルビー・バズ卿と遊ぼう
50. パパのダイエット
51. なかよく遊ぼう
52. くすぐったのは誰?
53. バズビーの発表会
54. 新記録にチャレンジ
55. チームワークが大切
56. ゆかいなみつばち第56話
57. ないしょの話
58. バートルビー・バズ卿とテディビー
59. テントウムシ先生のかわり
60. 雨の日の楽しみ
61. プレゼントをえらぼう
62. いろいろ集めよう
63. れいぎ正しいバズビー
64. 雨ふりダンス
65. バズビーの家族旅行
66. 春が来る
67. ゆかいなみつばち第67話
68. ジャスパーのお手伝い
69. ゆかいなみつばち第69話
70. のぞいちゃダメ!?
71. バズビーのサッカーボール
72. だいすきバーナビー
73. おわかれの歌をつくろう
74. 赤ちゃんのせい!?